# Elia Flacila
Elia Flavia Flacila (en latín, Aelia Flavia Flaccilla, ?-385) fue una emperatriz romana consorte, primera esposa del emperador romano Teodosio I el Grande. Descendía de una familia hispanorromana. Durante su matrimonio con Teodosio, dio a luz dos hijos, Arcadio y Honorio; y una hija,  Elia Pulqueria. Se le dio el título de augusta, como demuestran las monedas acuñadas con su efigie.

## Familia
Según Laus Serenae ("En alabanza de Serena"), un poema de Claudiano, tanto Serena como Flacila provenían de Hispania.
Un fragmento de Temistio se ha interpretado que identifica a Flavio Claudio Antonio, prefecto pretoriano de la Galia desde 376 hasta 377 y cónsul en 382, como el padre de Elia Flacila. Sin embargo, la relación se considera dudosa. En 1967, John Robert Martindale, más tarde uno de varios articulistas en la Prosopografía del Imperio romano tardío, sugirió que el fragmento realmente se refiere a Antonio como el cuñado de Teodosio. Sin embargo, el fragmento es suficientemente vago como para permitir que se identifique a Flavio Afranio Siagrio, cónsul conjunto con Antonio en 382, como el cuñado en cuestión.
El único pariente claramente identificado en las fuentes primarias es su sobrino Nebridio, hijo de una hermana no identificada. Él se casó con Salvina, una hija de Gildo. Su matrimonio se menciona por Jerónimo en su correspondencia con Salvina. Tuvieron un hijo y una hija.

## Matrimonio
Alrededor de 375-376, Flacila se casó con Teodosio, un hijo del conde Teodosio. En aquella época, Teodosio había perdido el favor de Valentiniano I y se había retirado a la vida civil en Cauca, Gallaecia.
Su primer hijo, Arcadio nació antes de la elevación de sus padres al trono. El segundo, Honorio nació el 9 de septiembre de 384. Su hija Pulqueria se cree que nació antes de la elevación de sus padres al trono debido a otro fragmento del Laus Serenae. Ella murió antes que sus padres, como menciona en sus escritos Gregorio de Nisa.
Un joven Graciano, mencionado junto con los hijos imperiales por Ambrosio, se ha pensado a veces que era un tercer hijo. Sin embargo, Gregorio de Nisa habla de la existencia solamente de tres niños imperiales y otras fuentes no mencionan a Graciano. Posiblemente este Graciano era algún tipo de pariente pero no realmente un miembro de verdad de la familia teodosiana.

## Emperatriz
Valente, emperador del Imperio romano de Oriente murió en la batalla de Adrianópolis (9 de agosto de 378). Le sobrevivieron su esposa, Albia Dominica y sus hijas Anastasia y Carosa. Sin embargo, él había sobrevivido a su único hijo, Valentiniano Galates. Su sobrino Graciano, emperador del Imperio romano de Occidente, era su heredero y asumió el control también del Imperio oriental. Su medio hermano menor, Valentiniano II era gobernante conjunto de manera nominal.
El 19 de enero, Graciano nombró a Teodosio magister militum per Illyricum, su nuevo colega en el Imperio romano de Oriente. Parece que Teodosio era el oficial de mayor rango de orígenes romanos disponible para la promoción en aquella época. Merobaudes y Frigérido, los dos magistri militum in praesenti probablemente no fueron tenidos en cuenta debido a su origen germano. Otras posiciones equivalentes estaban vacantes desde la muerte de sus últimos titulares en Adrianópolis. En este momento, Flacila se convirtió en emperatriz consorte.
Era una ferviente defensora del símbolo niceno. Sozomeno cuenta que ella impidió una conferencia entre Teodosio y Eunomio de Cícico quien servía como cabeza visible de los anomeos, una secta separada de los arrianos. Ambrosio y Gregorio de Nisa alaban su virtud cristiana y hablan de su papel como "una líder de justicia" y "pilar de la Iglesia".
Teodoreto habla de sus obras de caridad, atendiendo personalmente a los discapacitados. La cita diciendo que "Distribuir el dinero es propio de la dignidad imperial, pero yo ofrezco a la propia dignidad imperial el servicio personal al Dador".
Murió en 385 (o 386). Su muerte se menciona (entre otros) por Claudiano, Zósimo, Filostorgio y Juan Zonaras. Según el Chronicon Paschale, se dio su nombre al palatium Flaccillianum de Constantinopla. Una estatua de ella se colocó dentro del Senado bizantino.

## Santidad
Se la conmemora como una santa por la Iglesia ortodoxa, siendo su fiesta el 14 de septiembre.